# Övre Gärdsjö
Övre Gärdsjö is een plaats in de gemeente Rättvik in het landschap Dalarna en de provincie Dalarnas län in Zweden. De plaats heeft 69 inwoners (2005) en een oppervlakte van 14 hectare. De plaats ligt op 241 meter boven de zeespiegel. Het meer ligt in de buurt van het meer Gärdsjö, waar de plaats naar genoemd is. De plaats grenst echter niet direct aan het meer.